# Ан-74ТК-300
Ан-74ТК-300 — вантажопасажирський літак, створений в 2001 на ХДАВП на базі транспортного літака Ан-74 з перенесеними під крило двигунами і новим інтер'єром пасажирського салону, розробленим «ІнтерАМІ Інтер'єр».

## Передумова створення
Характерне розташування двигунів на літаках Ан-72 і Ан-74 забезпечує, при певних умовах, виграш у підйомній силі крила за рахунок збільшення швидкості повітряного потоку на його верхній поверхні, а також за рахунок відхилення реактивного струменя вниз при його «прилипанні» до цієї поверхні при відхилених закрилках. Цей ефект аеродинаміки називають ефектом Коанда. Використовувати його авіаконструктори ряду країн намагалися ще до появи Ан-72. Американці, наприклад, створили експериментальний чотиридвигунний транспортний літак Boeing YC-14, а японці — близький до нього за схемою CX-1, теж експериментальний. З різних причин ці апарати не пішли в серію, в той час як Ан-72 і Ан-74 в загалом було побудовано близько 170 екземплярів. Це велика кількість для літака нетрадиційної схеми.
Згідно з сучасною термінологією Ан-72 та Ан-74 відносяться до літаків класу STOL (Short take off and landing — короткого зльоту і посадки). В ході випробувань (1977-80 рр..) на першому варіанті Ан-72 вдавалося виконати посадки з довжиною пробігу всього 120 м, а злети — з розбігом близько 400 м. Правда, за виграш у злітно-посадочних характеристиках (ЗПХ) довелося заплатити підвищеною витратою палива в крейсерському польоті: реактивний струмінь омивав великі ділянки крила і фюзеляжу, в результаті зростав опір тертя. Однак цим знехтували, так як при розробці Ан-72 ставка робилася на досягнення якостей, необхідних йому в першу чергу як оперативному військово-транспортному літаку, серед яких хороші ЗПХ вважалися мало не найголовнішими.
Пізніше, при створенні на базі Ан-72 спеціалізованого літака для роботи в Арктиці й Антарктиці — Ан-74, перед конструкторами постало завдання підвищення його дальності польоту, а значить, зменшення витрати палива. Тоді-то вперше і виникла ідея перенесення двигунів під крило, яка дозволяла виключити контакт високошвидкісного реактивного струменя з поверхнею літака і знизити опір тертя. Але, з іншого боку, в полярних умовах літаку нітрохи не менше, ніж економічність, потрібні були і хороші ЗПХ. Цього вимагали постійні посадки на льодові і засніжені аеродроми, а часто і на дрейфуючі крижини досить обмежених розмірів. Протиріччя це вирішилося шляхом збільшення розмаху крила. Не останнім аргументом на користь збереження двигунів на колишньому місці став успіх випробувань Boeing YC-14, який в той час мав шанси надійти на озброєння ВПС США.
Передбачуваний характер застосування Ан-74 визначав і інші його риси: кількість членів екіпажу і компоновку, характерною особливістю якої є розташування частини обладнання по бортах фюзеляжу, що дозволило збільшити корисний об'єм вантажної кабіни, хоча і призвело практично до повної відсутності ілюмінаторів.

## Потреба модернізації
У такому вигляді Ан-74 надійшов в експлуатацію і виявився цілком відповідним своєму призначенням. Однак розширенням кола експлуатантів літака, зростав і змінювався перелік вимог до нього. Відповідно змінювався і вигляд літака. Спершу шляхом невеликих доробок базової машини був створений Ан-74Т-100 — транспортний літак вантажопідйомністю 7,5 т, потім Ан-74ТК-100/-200 — конвертовані вантажно-пасажирські літаки на 10 т вантажу або 52 пасажири. Їх характерною особливістю є можливість конвертації з вантажного у пасажирський або назад всього за 1-2 години.
Трохи пізніше була створена і сертифікована салонна модифікація літака — Ан-74Д, роботи над адміністративним варіантам якого інтенсивно тривають і в даний час. Всі ці варіанти розроблені на базі оперативного військово-транспортного літака короткого зльоту і посадки. Тому особливо важливо зазначити, що всі вони були сертифіковані, як і інші модифікації, у тому числі Ан-72-100. Ан-72-100Д (вантажна і салонна модифікації Ан-72) та Ан-74-200.
До середини 1990-х років склалась стійка тенденція відмови від застосування на Ан-72/74 режимів короткого зльоту і посадки. До цього моменту на АНТК ім. О. К. Антонова було проведено роботи по збільшенню максимальної злітної маси Ан-74, і літак став літати далі, а отже, довше. Прийшов час зайнятися над збільшенням швидкості його польоту. Одним із суттєвих резервів для цього, як і для поліпшення економічності, залишалася ліквідація втрат, пов'язаних з верхнім розміщенням двигуна. За різними оцінками, перенесення двигунів на пілони під крило давав можливість на 15 — 20% знизити витрату палива.

## Модернізація
Перша масштабна модель вже існуючого літака Ан-74ТК-300 з'явилася у відділі перспективного проектування АНТК в 1996 р.
Концепція нового варіанту ґрунтувалася саме на тому, що зараз споживача значно більше цікавить економічність і швидкість літака, ніж його здатність виконувати зльоти і посадки на коротких майданчиках. Ідею створення цієї модифікації активно підтримали Генеральний конструктор АНТК ім. О. К. Антонова П. В. Балабуєв і Генеральний директор Харківського державного авіаційного виробничого підприємства А. К. Мяліца, Генеральний конструктор ЗМКБ «Прогрес» Ф. М. Муравченко і Генеральний директор ВАТ «Мотор Січ» В. А. Богуслаєв. Таким чином, всі основні підприємства авіапрому України включилися у створення літака. На ХДАВП розгорнулися широкомасштабні роботи по будівлі першого Ан-74ТК-300 після того, як фахівці АНТК внесли ряд серйозних змін в конструкцію літака і його систем. Зокрема, за рахунок скорочення складу екіпажу до 3 чоловік з'явилася можливість збільшити довжину вантажної кабіни шляхом перенесення перегородки з 9 на 8 шпангоут. Була змінена компоновка устаткування, що дозволило встановити по 9 ілюмінаторів на кожному борту.
Саме устаткування теж вдосконалено. На літаку встановлений пілотажно-навігаційний комплекс, сертифікований «до установки» і потім сертифікований на регіональному пасажирському літаку Ан-140. Наявні системи супутникового навігації виробництва «Оризон-Навігація» (м. Сміла, Україна), що дає можливість літаку літати без обмежень по всіх трасах ближнього і дальнього зарубіжжя. Вибір «Орізон-Навігації» став віддзеркаленням загальної тенденції до розширення виробничої кооперації при будівництві літака і збільшення в ній частки українських підприємств.
У 2001 р. роботи по створенню нової машини були завершені, і 20 квітня Ан-74ТК-300 здійснив перший політ з аеродрому ХДАВП. Потім машина перелетіла на льотно-випробувальну базу АНТК ім. О. К. Антонова в Гостомелі, де пройшла попередній етап випробувань.
Фахівці прогнозують збільшення крейсерській швидкості Ан-74ТК-300 на 40-50 км/год у порівнянні з попередніми версіями Ан-74 і поліпшення паливної ефективності не менш, ніж на 20%. Зниження годинних витрат палива на рівні 13-15% вже отримано в ході випробувань. В сукупності це приводить до збільшення продуктивності літака. Якщо Ан-74ТК-200 може перевозити 1,8 т вантажу на дальність 4350 км, то Ан-74ТК-300 перевозить 2,5 т вантажу на дальність 5200 км.

### Двигуни
Незважаючи на те, що модель Ан-74ТК-300 є модернізацією базової машини Ан-74, фактично створена машина з новими характеристиками, оскільки дальність польоту збільшена до 5300 км, крейсерська швидкість до 750 км/год. і майже на чверть підвищено ефективність використання пального.
Літак оснащений турбореактивними двоконтурними двигунами модульної конструкції Д-36 серія 4А — Запорізького АТ «Мотор Січ», які відповідають міжнародним нормам щодо рівня шуму та викидів шкідливих речовин. Інтер'єр пасажирської кабіни створений із застосуванням новітніх технологій і перспективних світових розробок в галузі дизайну. Всі комплектуючі, покупні вироби і матеріали, що використовуються при виготовлення інтер'єру супроводжуються Сертифікатом відповідності вимогам FAA (FAR 25.853), крісла — TSO C127a. Салон літака Ан-74ТК-300 забезпечує пасажирам максимум комфорту і сервісу.

### Салон
Новий інтер'єр помітно кращий за колишній з точки зору ергономіки і естетики, а крім того, він задовольняє зарубіжним нормам FAR 25.528, що регламентують пожежну безпеку матеріалів і комплектуючих. Вимоги цього розділу FAR передбачають незаймистість матеріалів при впливі температури до 800°С протягом 12 секунд, їх самозатухаемість, відсутність отруйних виділень і цілий ряд інших умов. Необхідно відзначити, що літак в цілому робився з урахуванням нових вітчизняних сертифікаційних норм АП-25. Ці норми, як прийнято говорити, гомогенізовані з РАР-25 і ІАР-25, чинними в усіх розвинених країнах світу. Вони максимально близькі по структурі і рівню вимог, а по жорсткості деяких вимог АП-25 навіть перевершують аналоги.
Великий внутрішній об'єм фюзеляжу, який Ан-74ТК-300 успадкував від свого попередника, дозволив дизайнерам створити просторий салон, що наближує середньомагістральний літак за рівнем комфорту пасажирів до широкофюзеляжному міжконтинентального лайнеру. Висока стеля, оптимальна відстань між кріслами, ємні багажні полиці як наслідок природних розмірів салону доповнюють вдалі рішення глибинно-просторової композиції інтер'єру.
Багажні полиці відрізняє не тільки сучасний дизайн, але і раціональні кінематика і механіка приводу кришок, конструкція замків. При цьому виключається мимовільне розкриття замків на всіх режимах польоту.
Світло, що надходить крізь ілюмінатори, в поєднанні з розсіяним штучним освітленням плафонів, теплими світлими тонами облицювальних панелей, мінімальним рівнем шуму в приміщенні створює в польоті умови для повноцінного відпочинку і стимулює гарний настрій.
В Ан-74ТК-300 поряд з салоном економ-класу і побутовим відсіком передбачене приміщення для VIP-пасажирів, для якого характерні підвищений комфорт, зручні крісла, аудіо-відеотехніка провідних світових виробників.

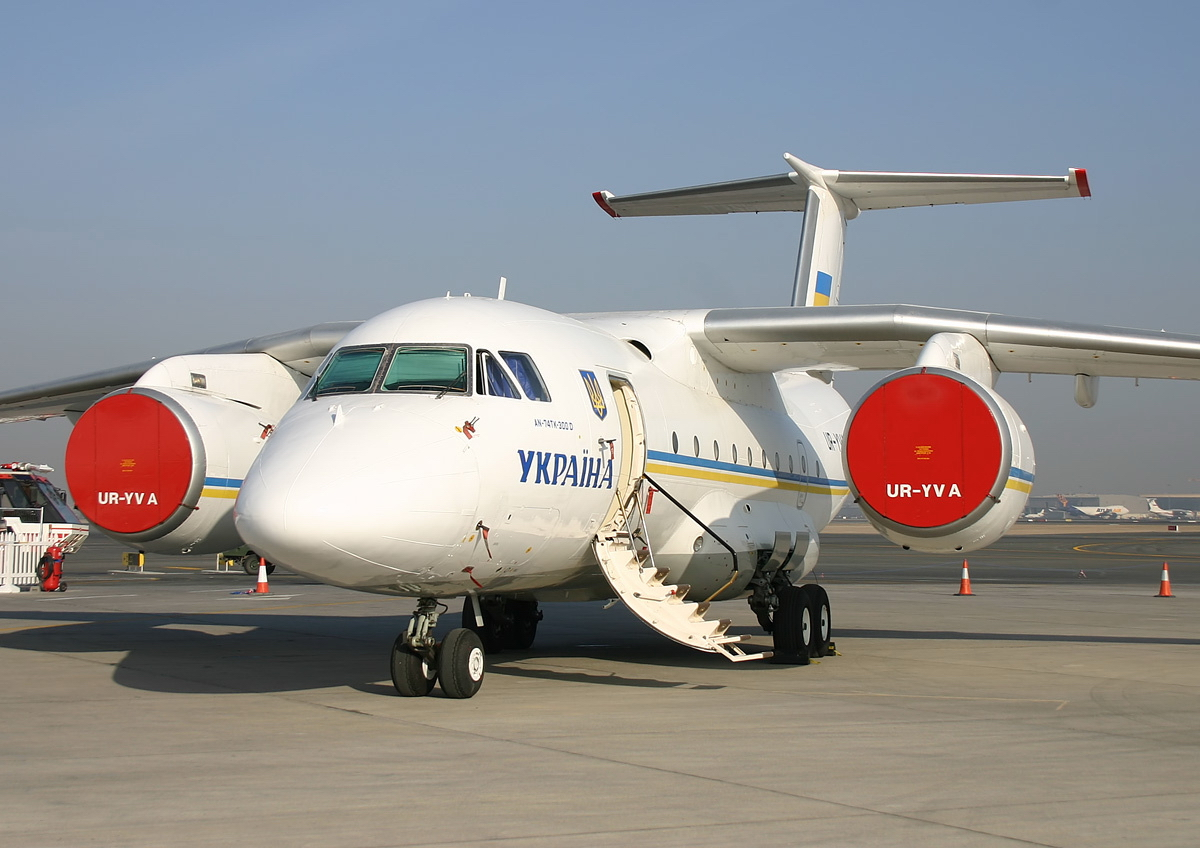
Літак для перевезення перших осіб держави

Оригінальна арка міжсалонної перегородки підкреслює перспективу, відтворювати лініями темної облицювання карнизів багажних полиць. Художньо-конструкторські рішення шторок і ніш ілюмінаторів, замків багажних полиць, пультів пасажирських крісел і панелей стелі підсилюють враження завершеності композиції. Загальний дизайн пасажирського салону органічно доповнюють вирішення окремих елементів інтер'єру. Монітори, встановлені в міжсалонній перегородці таким чином, що добре видно з будь-якого місця пасажира. Шторка ілюмінатора переміщається без зусиль і легко фіксується в заданому положенні.
Пульт керування аудіо-відео центром, зручно розміщений у підлокітнику крісла, не вимагає додаткових інструкцій для керування і доступний пасажирам будь-якого зростання. Крісло відрізняє висока спинка з підголовником, що дає можливість без напруги провести тривалий політ. Столики, вмонтовані в крісла, достатні за розмірами, щоб розмістити на них набір страв, не поступливий по складу і якості меню, пропонованим передовими авіакомпаніями світу.
Застосування в оформленні інтер'єру сертифікованих шумопоглинальних негорючих авіаційних матеріалів облицювальних панелей, висока надійність роботи всіх систем, перевірена багаторічною експлуатацією довговічність планера і продумана система аварійних виходів створюють безпрецедентний рівень безпеки літака.
На борту Ан-74ТК-300 передбачені робочі приміщення, що забезпечують екіпажу зручні умови для обслуговування пасажирів. Устаткування кухонного блоку містить все необхідне для сервірування та приготування в польоті їжі, дозволяє запропонувати в польоті широкий вибір напоїв і страв, що відповідають смакам самих спокушених повітряних мандрівників. Там же розташований загальний пульт керування мультипрограмними DVD-програвачами і відеотехнікою.
У передній частині салону літака розташований комфортабельний туалет, обладнаний сучасними сантехнічними системами світових виробників.

## Подальший розвиток сімейства
Літаки Ан-74 вдосконалюються й надалі. Причому, конкретні напрями вдосконалення будуть визначатися самими замовниками. При цьому вже сьогодні на порядку денному стоїть збільшення кута стрілоподібності крила і доробка його профілізації, що дозволить ще більше збільшити крейсерську швидкість літака. Розглядаються модифікації з додатковими вставками в фюзеляжі, що збільшить обсяг вантажної кабіни; із хвостовою частиною фюзеляжу без рампи, завдяки чому можна значно знизити масу конструкції. Хоча такий літак, напевно, втратить привабливість як універсальна машина. За деякими оцінками, подальшим модифікаціям Ан-74 для підвищення транспортної ефективності необхідний фюзеляж більшого діаметра.
Загалом, як буде виглядати наступний представник сімейства Ан-74 сьогодні достовірно передбачити майже неможливо. Ясно тільки, що він буде лише дуже віддалено нагадувати свого прабатька — Ан-72 зразка 1977 року. А швидше за все, це буде вже зовсім інший літак.
У деяких ЗМІ, не розібравшись, стверджують, що Ан-148 — черговий варіант Ан-74, однак це швидше логічний розвиток ідей, які закладалися при створенні Ан-74ТК-300.

## Ринкова ніша
В даний час є сучасним реактивним літаком розробки СНД, здатним в ефективно експлуатуватися як на регіональних маршрутах, так і на лініях середньої дальності. У ряді потенційних замовників літака — кілька авіакомпаній, серед яких є й іноземні. Літак ідеально підходить для країн Африки, які рідко мають висококласні аеродромні смуги і до того ж велику кількість піску, який затягує в двигуни.